# Đại lộ Ujazdów
Đại lộ Ujazdów (tiếng Ba Lan: Aleje Ujazdowskie) là một con đường lớn chạy song song với sông Vistula ở quận trung tâm thành phố Warsaw, Ba Lan.

## Lịch sử
Nguồn gốc của Đại lộ bắt đầu từ năm 1724-1731, khi Vua Augustus II the Strong ra lệnh xây dựng một con đường Calvary (Droga Kalwaryjska). Đến năm 1766, tuyến đường này là một phần của Con đường Hoàng gia với tên Đại lộ Belweder, dẫn đến Cung điện Belweder. Trong nửa sau của thế kỷ 19, một số biệt thự và cung điện của giới quý tộc và các nhà công nghiệp Ba Lan đã được xây dựng dọc theo tuyến đường. Sau khi khôi phục nền độc lập của Ba Lan vào năm 1918, phần lớn những ngôi nhà và biệt thự này đã được chuyển thành các đại sứ quán nước ngoài. Trong Thế chiến II dưới sự chiếm đóng của Đức Quốc xã, nơi đây đã được lên kế hoạch để biến thành một quận của Đức, theo cái gọi là Kế hoạch Nhà thờ. Chính quyền Đức Quốc xã đã đổi tên đại lộ Lindenallee, và sau đó là Siegenallee. Vào ngày 1 tháng 2 năm 1944, Franz Kutschera, Cảnh sát trưởng SS tại Warsaw do Đức chiếm đóng đã bị ám sát bởi các thành viên của quân kháng chiến Ba Lan bên ngoài Đại lộ Ujazdów số 23 - một hành động được gọi là Chiến dịch Kutschera.
Trong cuộc nổi dậy Warsaw năm 1944, đường phố và các tòa nhà xung quanh hầu hết bị phá hủy, tuy nhiên phần lớn các khu dân cư lịch sử và một số khu nhà dọc theo tuyến đường vẫn tồn tại. Sau hậu quả của chiến tranh, đại lộ đã trải qua quá trình tái thiết lớn, với các công trình tu sửa kéo dài đến năm 1955. Năm 1953, sau cái chết của Joseph Stalin, chính quyền đã đổi tên đường phố thành Đại lộ Stalin (Aleja Stalina). Ba năm sau, vào tháng Mười Ba Lan, thời kỳ Phi Stalin hóa, tên gọi truyền thống của đại lộ đã được khôi phục.
Vào tháng 9 năm 1994, nơi đây là một phần của Con đường Hoàng gia, Đại lộ Ujazdów đã được đưa vào Danh sách Di tích Lịch sử quốc gia chính thức của Ba Lan bởi Tổng thống Lech Wałęsa. Vào năm 2009, Đại lộ Ujazdów đã trải qua một cuộc cải tạo hoàn chỉnh, với việc trồng cây mới, xây dựng lại hoàn toàn vỉa hè, lối rẽ của xe buýt và xây dựng làn đường dành cho xe đạp.

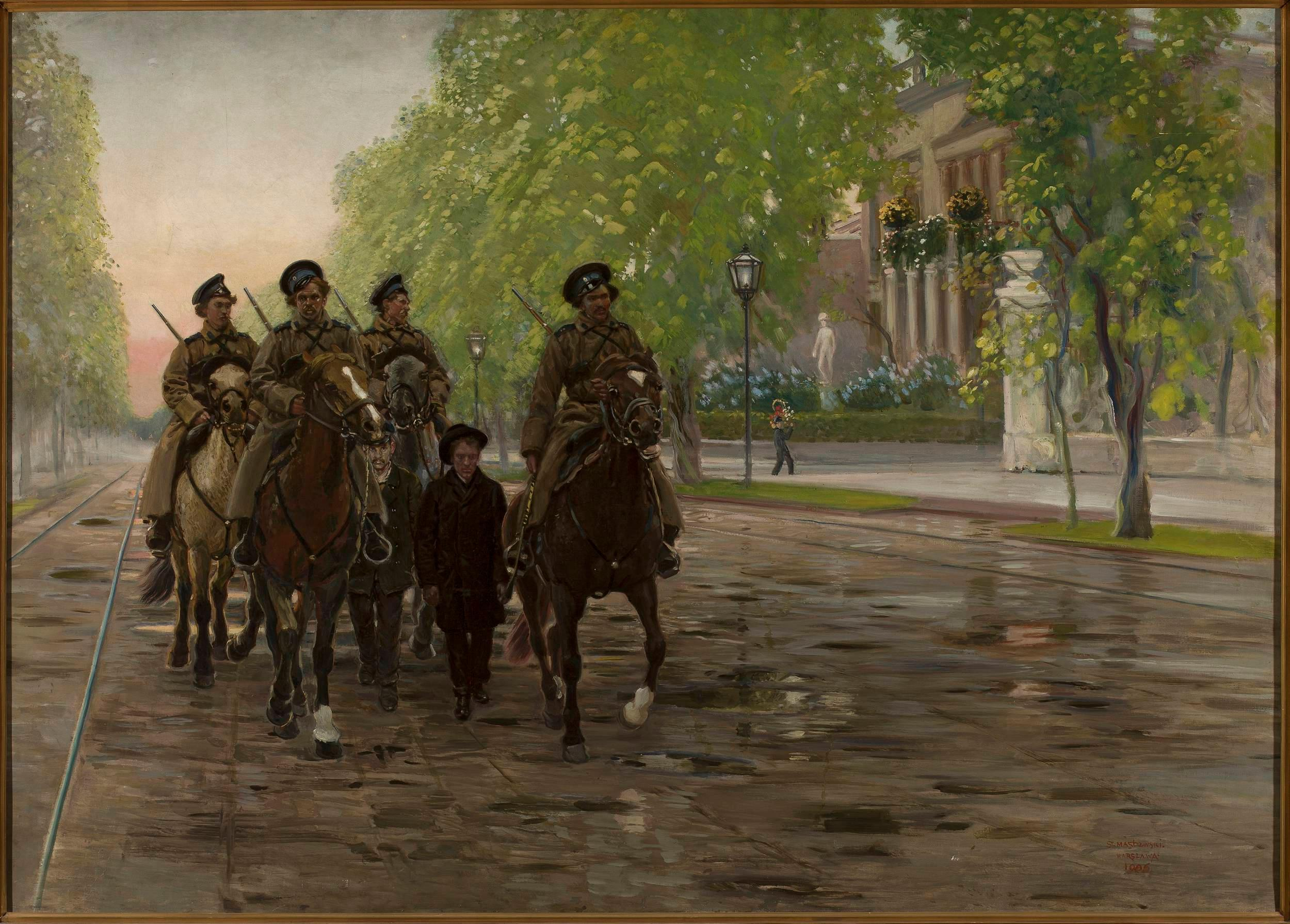
Bức tranh năm 1906 của Stanisław Masłowski Wiosna roku 1905 (Mùa xuân 1905) mô tả những người Cossacks đi xuống Đại lộ Ujazdów.

## Vị trí
Nằm ở quận Śródmieście, Đại lộ Ujazdów bắt đầu tại Belweder Street và chạy dài 1.6 km đến Quảng trường ba thánh giá. Đại lộ đương đại được bao quanh bởi nhiều biệt thự lịch sử, công viên và cung điện đáng chú ý, cũng như các tòa nhà quan trọng về chính trị. Các địa danh nổi tiếng cùng Ujazdów bao gồm Phủ Thủ tướng, Lâu đài Ujazdów, Công viên Ujazdów, Công viên Lazienki, Vườn thực vật, tòa nhà Bộ Tư pháp, Nhà thờ St. Alexander và một số đại sứ quán của Thụy Sĩ, Hòa Kỳ, Vương quốc Anh, New Zealand, Bulgaria và Litva.
Ngoài là một tuyến đường giao thông trong đường phố, Ujazdów còn được sử dụng cho mục đích nghi lễ như một tuyến đường diễu hành quân sự trong Ngày Lực lượng Vũ trang, được tổ chức hàng năm vào ngày 15 tháng 8.

## Hình ảnh

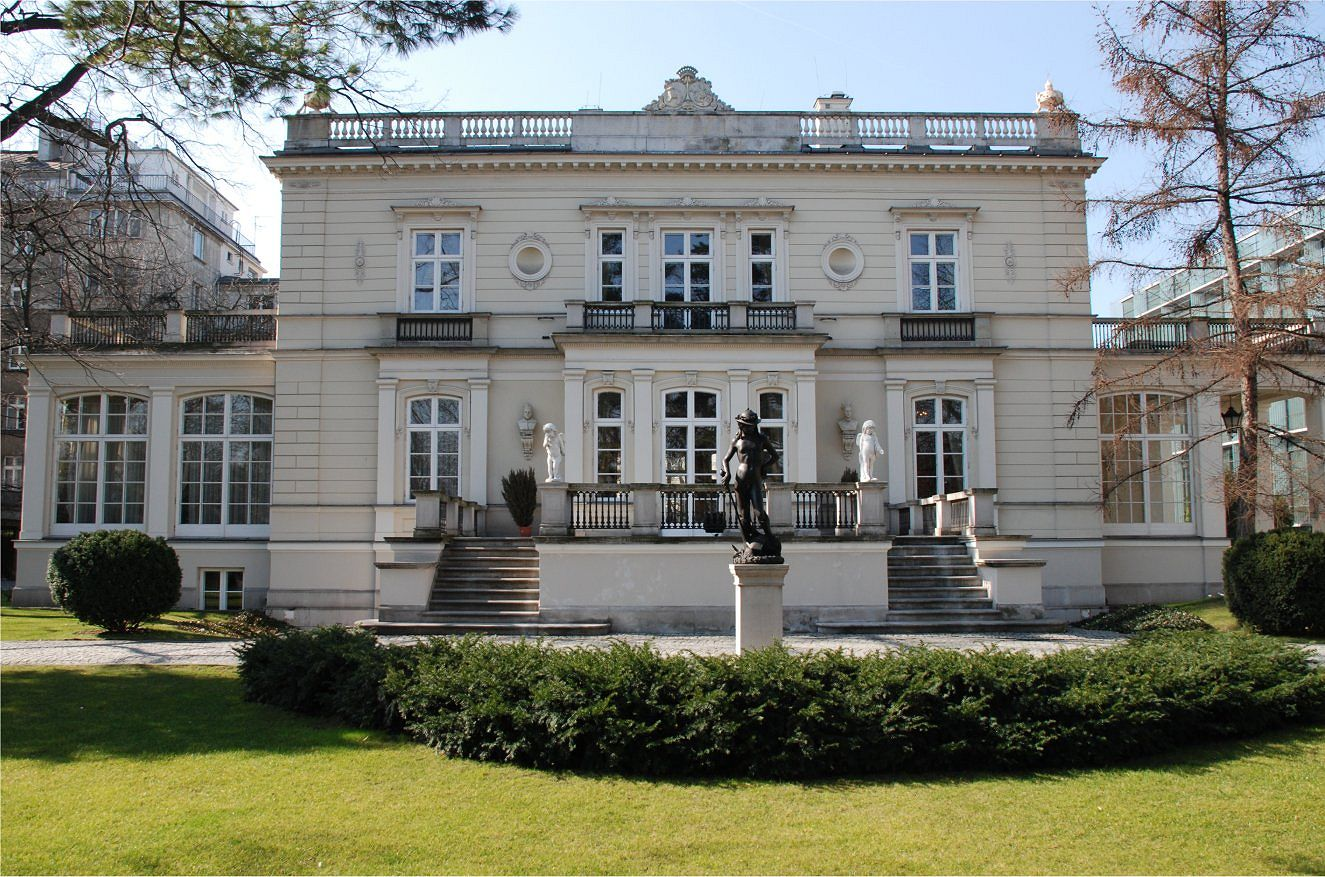
Cung điện Sobański
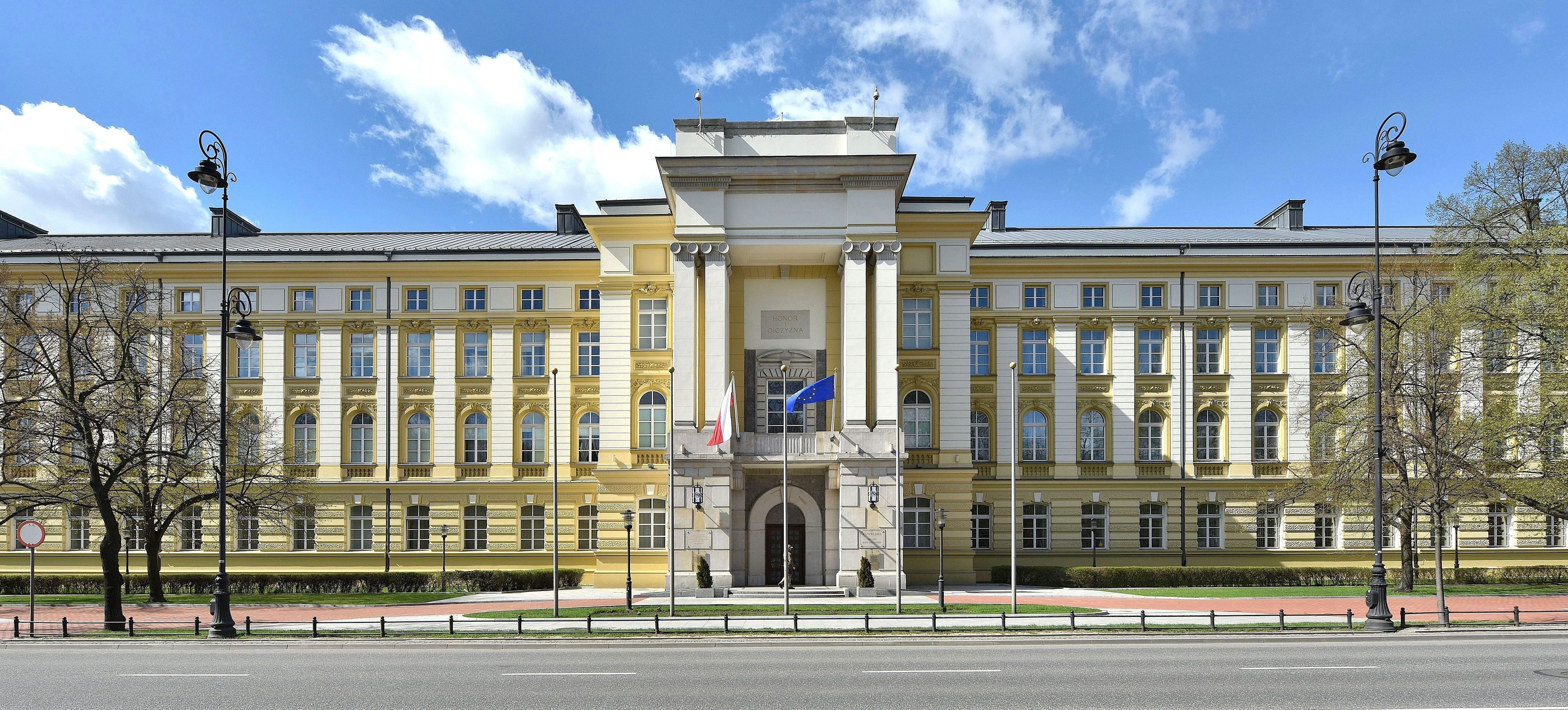
Phủ Thủ tướng
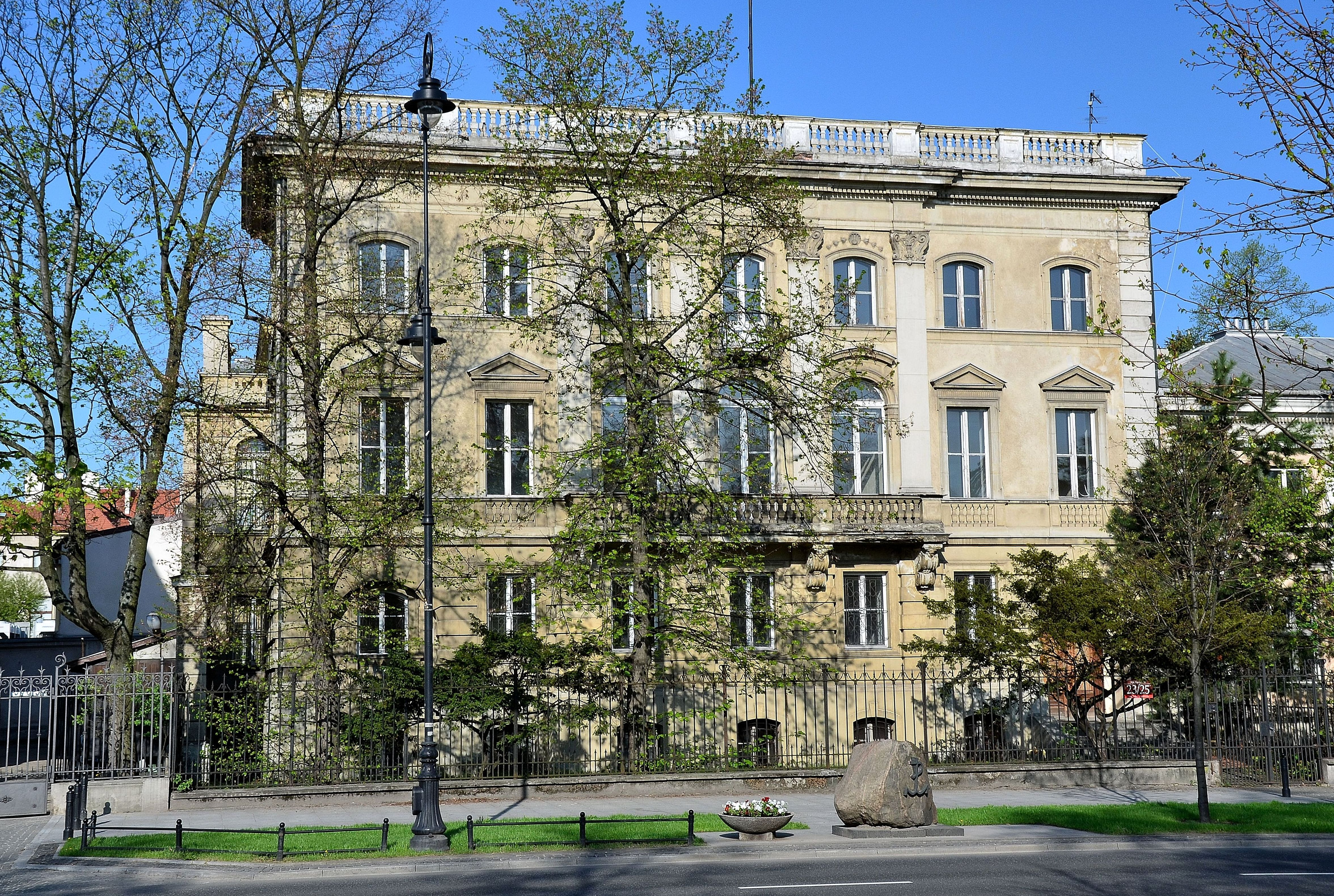
Cung điện Leszczyński
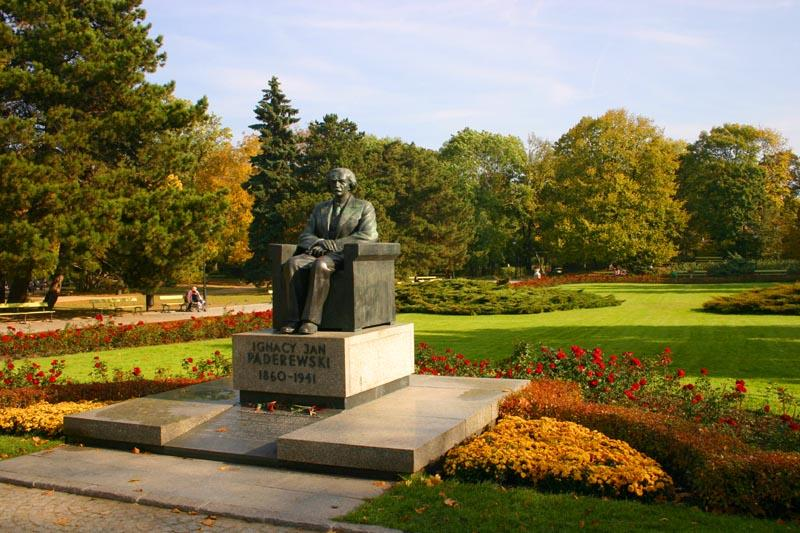
Công viên Ujazdów
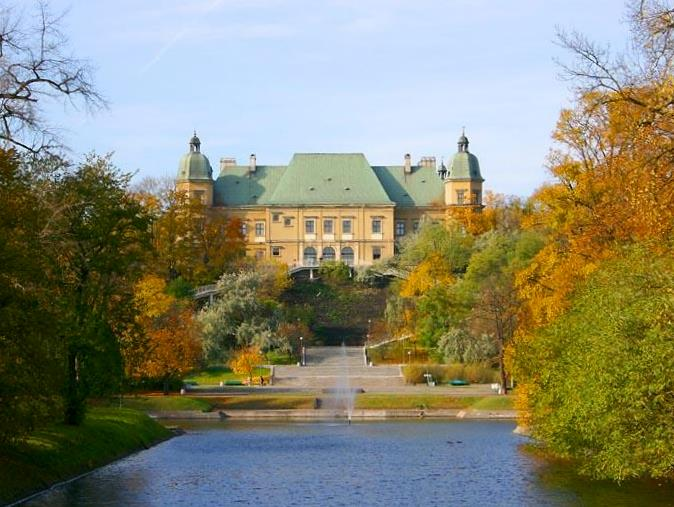
Lâu đài Ujazdów
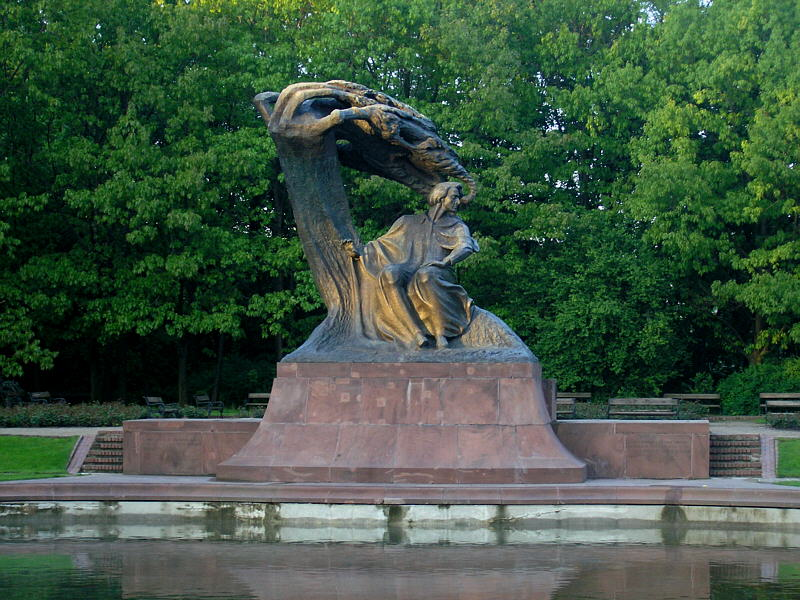
Tượng Chopin
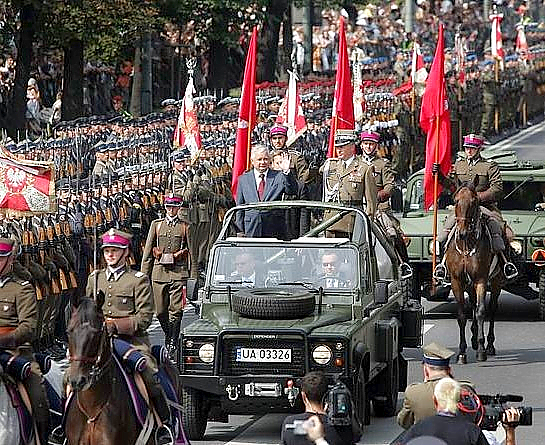
Tổng thống Lech Kaczyński xem xét quân đội trên Đại lộ Ujazdów trong Ngày Lực lượng Vũ trang năm 2007
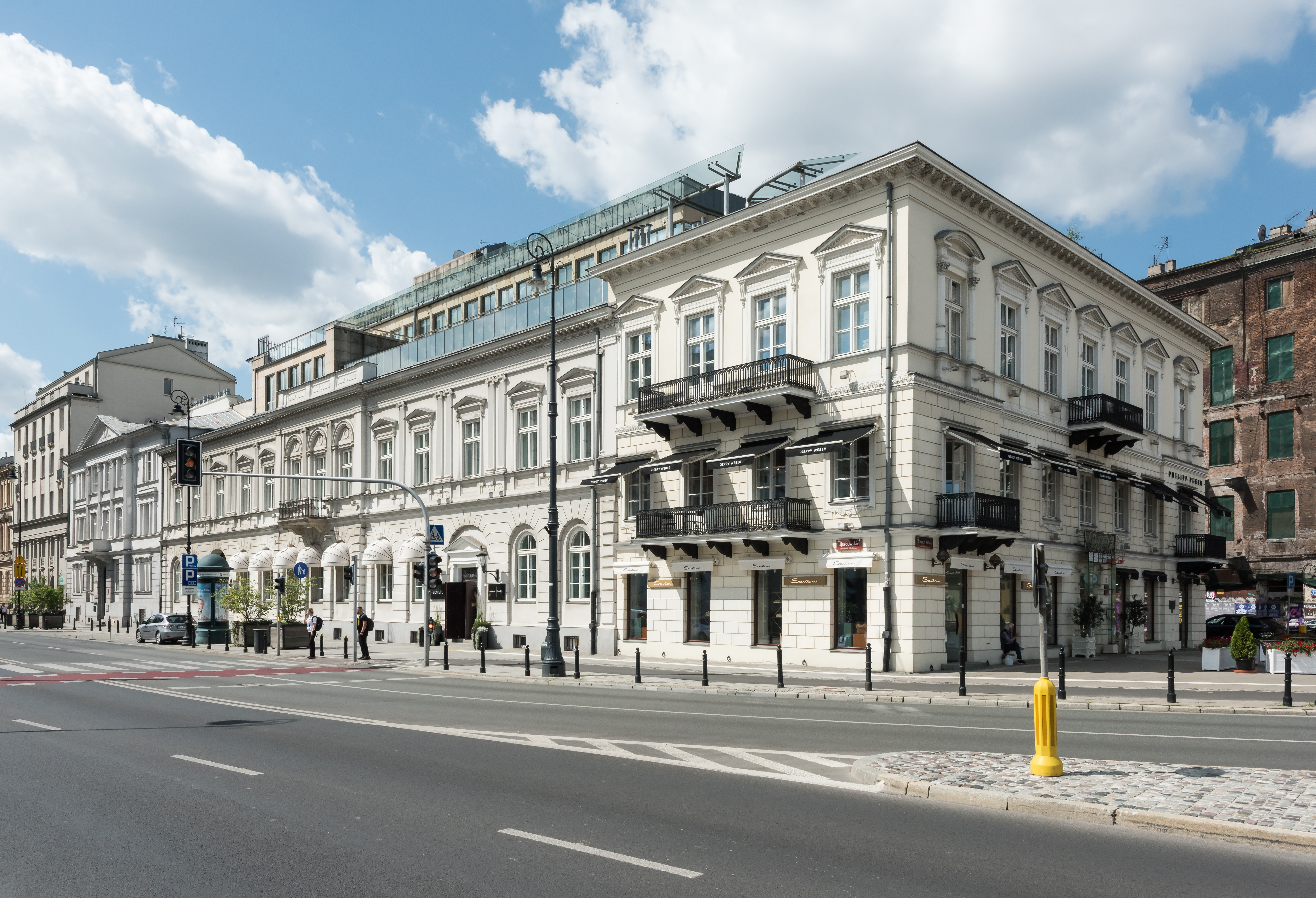
Đại sứ quán chính thức của New Zealand
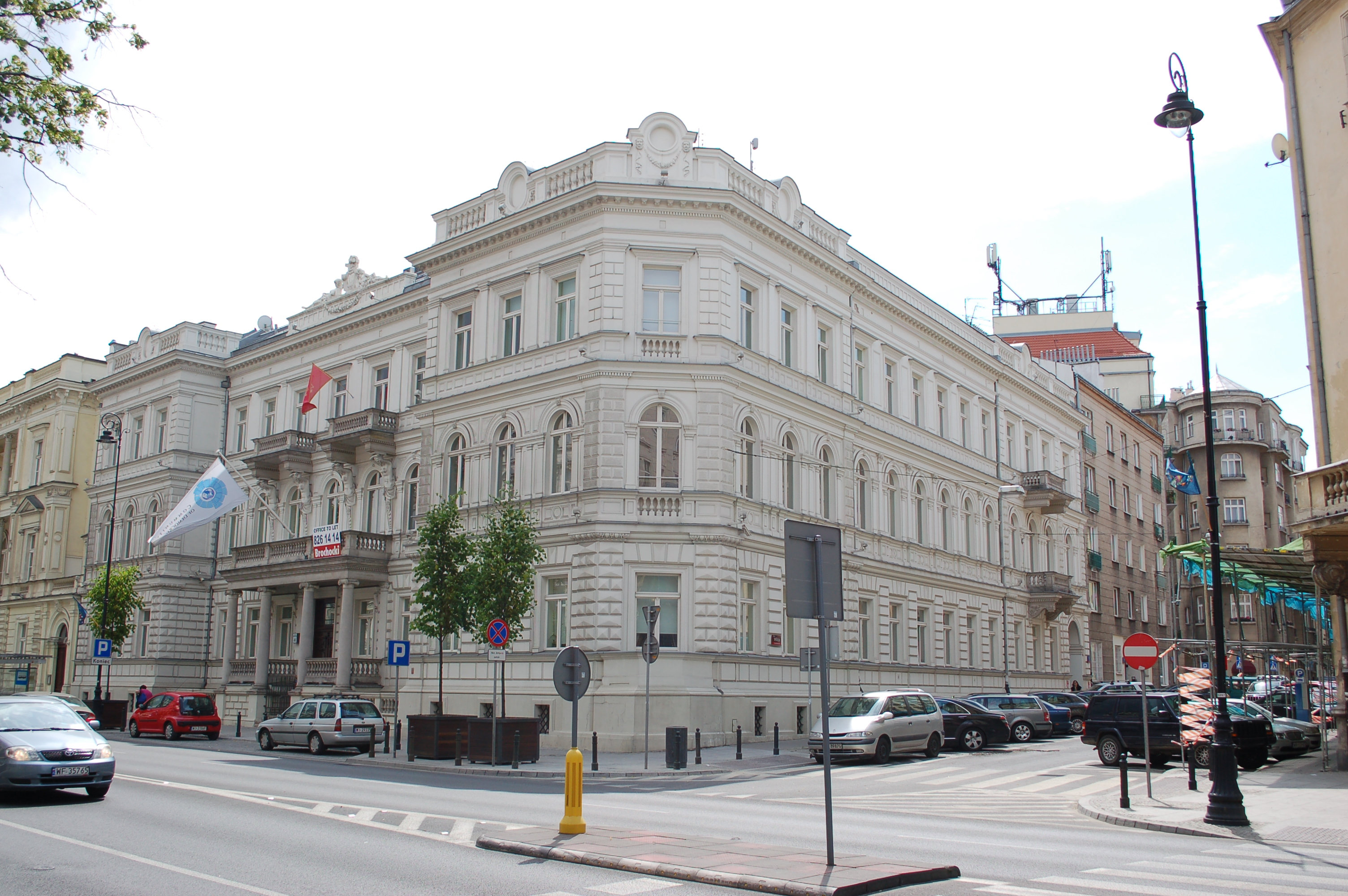
Đại sứ quán chính thức của Montenegro
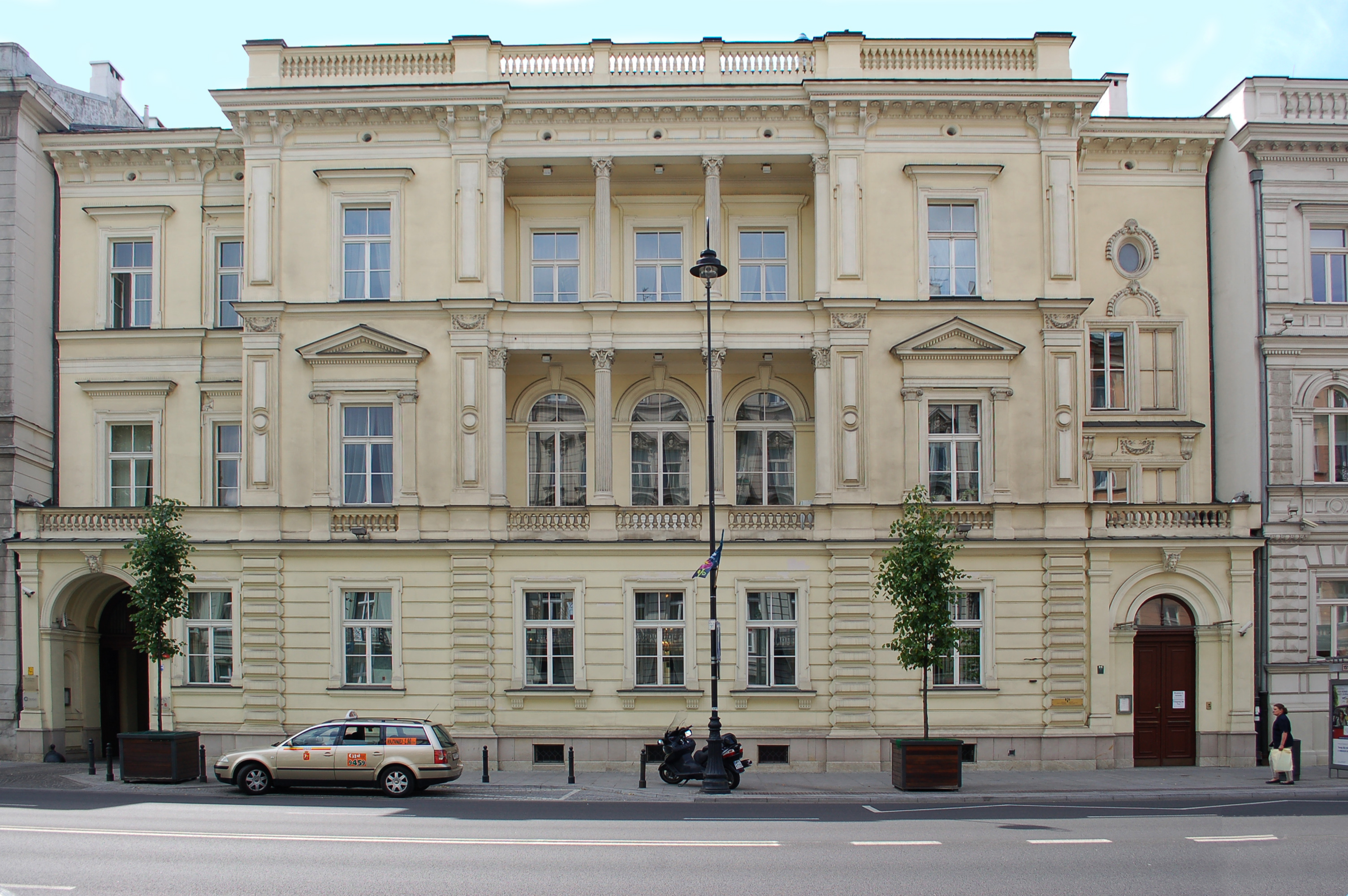
Viện lịch sử Warsaw của Đức